# Кочерівська сільська рада
Кочерівська сільська рада — колишня адміністративно-територіальна одиниця та орган місцевого самоврядування у Ставищенському і Радомишльському районах Малинської і Волинської округ Житомирської й Київської областей Української РСР та України з адміністративним центром у с. Кочерів.

## Населені пункти
Сільській раді були підпорядковані населені пункти:
- с. Кочерів
- с. Поташня
- с. Став-Слобода

## Населення
Відповідно до результатів перепису населення СРСР, кількість населення ради, станом на 12 січня 1989 року, становила 1 590 осіб.
Станом на 5 грудня 2001 року, відповідно до перепису населення України, кількість мешканців сільської ради становила 1 129 осіб.

## Склад ради
Рада складалася з 16 депутатів та голови.

## Керівний склад сільської ради
| ПІБ                          | Основні відомості                                                                | Дата обрання | Дата звільнення |
| ---------------------------- | -------------------------------------------------------------------------------- | ------------ | --------------- |
| Слюсаренко Катерина Іванівна | Сільський голова, 1961 року народження, освіта, член Української Народної Партії | 26.03.2006   | 31.10.2010      |
| Слюсаренко Катерина Іванівна | Сільський голова, 1961 року народження, освіта вища, позапартійна                | 31.10.2010   |                 |

Примітка: таблиця складена за даними джерела

## Історія
Створена 1923 року в с. Кочерів Кочерівської волості Радомисльського повіту Київської губернії. Станом на вересень 1924 року в підпорядкуванні ради числилися хутори Земляна Гребля, Кочерівський та Кушнірів. Станом на 2 лютого 1928 року х. Земляна Гребля, на 1 жовтня 1941 року хутори Кочерівський і Кушнірів не перебувають на обліку населених пунктів.
Станом на 1 вересня 1946 року сільська рада входила до складу Радомишльського району Житомирської області, на обліку в раді перебувало с. Кочерів.
11 серпня 1954 року, відповідно до указу Президії Верховної ради Української РСР «Про укрупнення сільських рад по Житомирській області», до складу ради приєднано с. Поташня ліквідованої Поташнянської сільської ради Радомишльського району.
На 1 січня 1972 року сільська рада входила до складу Радомишльського району Житомирської області, на обліку в раді перебували села Кочерів та Поташня.
12 серпня 1974 року, відповідно до рішення Житомирського облвиконкому № 342 «Про зміни в адміністративно-територіальному поділі окремих районів області в зв'язку з укрупненням колгоспів», до складу ради передано с. Став-Слобода Ленінської сільської ради Радомишльського району.
Виключена з облікових даних 17 липня 2020 року. Територію та населені пункти ради, відповідно до розпорядження Кабінету Міністрів України № 711-р від 12 червня 2020 року «Про визначення адміністративних центрів та затвердження територій територіальних громад Житомирської області», включено до складу Радомишльської міської територіальної громади Житомирського району Житомирської області.
Входила до складу Ставищенського (7.03.1923 р.) та Радомишльського (13.03.1925 р.) районів.